# Зігаза (село)
Зігаза́ (рос. Зигаза, башк. Егәҙе) — село у складі Бєлорєцького району Башкортостану, Росія. Адміністративний центр Зігазинської сільської ради.
Населення — 638 осіб (2010; 937 в 2002).
Національний склад:
- башкири — 59%
- росіяни — 39%